# Conserverende aanslag
De conserverende aanslag en te conserveren inkomen zijn begrippen uit het Nederlandse belastingrecht. Een conserverende aanslag is een aanslag inkomstenbelasting die wordt opgelegd aan emigranten ter veiligstelling van bepaalde inkomensbestanddelen waaraan latente belastingschulden kleven. Deze bestanddelen zijn over het algemeen fiscaal gefaciliteerd opgebouwd, waartegenover toekomstige heffing dient te staan. De belastingdienst behoudt via de conserverende aanslag de fiscale claim op deze bestanddelen. Een aantal landen gebruikt soortgelijke mechanismes om de fiscale claim te behouden.
Een en ander is geregeld in de Wet inkomstenbelasting 2001 in combinatie met de Invorderingswet 1990.

## Mechanisme
Een conserverende aanslag wordt opgelegd bij emigratie. Wanneer de emigrant te conserveren inkomen bezit, zal hij daarover een aanslag opgelegd krijgen met betrekking tot het jaar van emigratie. Te conserveren inkomen is onder andere:
- In het verleden aftrekbare lijfrentepremies;
- Pensioenrechten waarvan de opbouw eveneens gefaciliteerd plaatsvond;
- Waardevermeerdering van aanmerkelijk belang aandelen.

Hierop worden de tarieven toegepast (25 % bij aanmerkelijk belang, anders progressief), waarna in sommige gevallen bij het bedrag 20 % revisierente wordt opgeteld.
Deze aanslag hoeft men echter niet te betalen. Bij een migratie naar een EER-land wordt uitstel van betaling verleend. Uitstel wordt echter niet verleend als men naar een land buiten de EU verhuist voor aanmerkelijk belangaandelen en een kapitaalverzekering eigen woning, maar men kan hierom verzoeken. Dan zal echter wel zekerheid moeten worden gesteld. Krijgt de emigrant wel uitstel van betaling, dan zal de aanslag na 10 jaar vervolgens worden kwijtgescholden. Wordt binnen deze tien jaar echter een zogenaamde verboden handeling verricht, dan zal de aanslag alsnog worden ingevorderd. Onder verboden handelingen wordt verstaan verkoop van de aandelen en afkoop van de lijfrente- of pensioenrechten, alsmede verpanding van deze aandelen of rechten. Ook wordt bij lijfrente- en pensioenrechten geëist dat de polis bij een Nederlandse verzekeraar wordt ondergebracht. Zo niet, dan dient de aanslag dan wel betaald te worden dan wel aanvullende zekerheid te worden gesteld (bijvoorbeeld een bankgarantie). Wanneer de emigrant binnen 10 jaar terugkeert vervalt uiteraard ook de conserverende aanslag, die wordt in dat geval eveneens kwijtgescholden. Opnieuw emigreren zal echter een nieuwe conserverende aanslag opleveren, waarbij een nieuwe tienjaarstermijn gaat lopen. Wanneer iemand binnen de 10-jaarstermijn naar een land buiten de EER verhuist, zullen voor het restant van de 10 jaar de strengere regels gaan gelden: het uitstel wordt ingetrokken en men moet om nieuw uitstel verzoeken waarvoor zekerheid geëist kan worden.
Een consequentie is dat de belastingplichtige tot 10 jaar na het opleggen van de aanslag iedere adreswijziging aan de belastingdienst moet doorgeven.
De regelgeving op het gebied van de conserverende aanslag is echter veranderd: de termijn van 10 jaar is vervallen. Als de belastingplichtige na emigratie een verboden handeling verricht, verplicht dat dus altijd tot het betalen van de conserverende aanslag.

## Rechtvaardiging
De overheid stelt dat de rechten waarover de aanslag wordt opgelegd in Nederland fiscaal gefaciliteerd zijn opgebouwd. Met andere woorden: ze zijn vrijgesteld, aftrekbaar of belast tegen een lager tarief.
Wanneer iemand deze rechten te gelde maakt zal hij of zij alsnog belasting moeten betalen. De wetgever wilde met deze regeling voorkomen dat emigranten misbruik hiervan maakten door in het buitenland de rechten alsnog te gelde te maken. Wanneer het land waar dat gebeurt deze rechten lager of niet belast kan de emigrant dus fiscaal voordeel in Nederland realiseren om dat later in het buitenland te gelde te maken, zonder dat daar ook maar enige compensatie voor de staat (en dus de Nederlandse bevolking en belastingbetaler) tegenover staat. Daarom krijgen emigranten deze aanslag opgelegd.
Daarbij hoeft de emigrant de aanslag niet te betalen en hij hoeft meestal ook geen zekerheid te stellen. Als hij zich 10 jaar lang aan de regels houdt heeft hij dus geen last van de aanslag. Bovendien is het belasting die hij hoe dan ook toch had moeten betalen als hij in Nederland was gebleven.

## Kritiek
Veel emigranten en hun belastingadviseurs denken hier anders over. Hoewel ze de conserverende aanslag niet hoeven te betalen wordt hij door alle rompslomp als vervelend ervaren. Ze hebben geen zin om 10 jaar lang (of langer) de belastingdienst "achter zich aan" te hebben. Bovendien zou een latente belastingschuld die in theorie elk moment kan worden ingevorderd de financiële positie kunnen aantasten. Een bank zou bijvoorbeeld op grond hiervan de emigrant een hypotheek of lening kunnen weigeren. Verder zal in een aantal gevallen alsnog geëist worden dat zekerheid gesteld wordt, wat voor de belastingplichtige een belemmerend effect heeft op zijn financiële positie en vaak ook nog eens geld kost.
De conserverende aanslag kan hiermee gezien worden als een verkapte maatregel om voornamelijk economisch sterkeren en succesvollen te ontmoedigen te emigreren en in Nederland te houden en er hun talenten te ontplooien en financiële middelen in te zetten. De maatregel treft immers juist deze groep: aanmerkelijk belangaandelen, riante lijfrenteverzekeringen en kapitaalverzekeringen eigen woning zullen voornamelijk in het bezit zijn van succesvolle ondernemers en de betere verdieners.
Een verder punt van kritiek is het startpunt van de bewakingstermijn en de trage bureaucratie van de belastingdienst. De bewakingstermijn begint te lopen op het moment van de aanslag (en niet op emigratiedatum). Omdat het soms maanden tot jaren kan duren voor de emigrerende belastingplichtige "aan de beurt" is, betekent dit dat de emigrant niet tien maar elf, twaalf of achttien jaar last heeft van de conserverende aanslag. Behalve vervelend is dit ook slecht voor de rechtszekerheid. Bijkomend punt van kritiek is dat die paar maanden of jaren een kwaadwillende emigrant alle gelegenheid kan geven ieder verhaalsobject uit het bereik van de belastingdienst te verwijderen.
Wanneer men emigreert naar een land met wie Nederland een belastingverdrag heeft gesloten en de emigrant verricht een handeling die tot invordering leidt, is het mogelijk dat de emigratiestaat eveneens wil heffen en zich zelfs op het standpunt stelt dat Nederland zich niet aan het verdrag houdt. De meeste belastingdeskundigen zijn hier overigens van mening dat de fiscale claim betrekking heeft op de periode voor emigratie, en daarom een interne Nederlandse situatie betreft. De emigratiestaat zou hier echter anders over kunnen denken.
Daarbij wordt de regeling gezien als een discriminerende belemmering van het vrij personenverkeer in de zin van het Europees recht. Het is kortom verboden voor lidstaten van de EU om mensen anders te behandelen omdat ze buitenlander zijn, naar het buitenland willen, of ervandaan komen, althans zolang dat buitenland een andere lidstaat betreft en zolang dit het vrij (personen)verkeer belemmert. Wie blijft krijgt de aanslag niet opgelegd, wie weggaat wel. En zelfs als dit belasting is die sowieso betaald zou moeten worden op een bepaald moment, dit geldt niet voor de revisierente. Dit is feitelijk een strafmaatregel terwijl emigratie in verreweg de meeste gevallen een legitieme reden heeft. Daarmee belemmert Nederland volgens de critici emigratie op een discriminerende manier.
Sinds enkele jaren gaan dan ook steeds meer stemmen op voor afschaffing van de conserverende aanslag, in ieder geval in EU-verband. In maart 2008 heeft de advocaat-generaal voorafgaand aan een arrest van de Hoge Raad der Nederlanden in een emigratiezaak geconcludeerd tot het verbieden van de conserverende aanslag. De overwegende mening van de belastingadviespraktijk is dat in EU-verband de eis van zekerheidstelling waarschijnlijk niet meer te handhaven is. Een en ander zou er uiteindelijk zelfs toe kunnen leiden dat migranten de kosten voor zekerheidsstelling op de Nederlandse belastingdienst kunnen verhalen.

## Toekomst
Aanhangig in het Belastingplan 2016 is het afschaffen van de termijn van 10 jaar (het wijzigen in onbeperkt) voor wat betreft inkomen uit aanmerkelijk belang, met terugwerkende kracht tot (emigratie op) 15 september 2015.